# 林愛実 (ミュージシャン)
林 愛実（はやし あいみ、1991年1月7日 - ）は、日本のフルート奏者、モデル、ラジオパーソナリティ。千葉県習志野市出身。

## 略歴
習志野市内の中学校（吹奏楽部）を卒業後、国立音楽大学附属高等学校を卒業した。国立音楽大学演奏学科フルート専攻を卒業し、弦管打楽器ソリスト・コースを修了した。洗足学園音楽大学大学院管楽器科を首席で卒業した。
海外音楽大学マスタークラス派遣助成オーディションに合格しウィーン国立音楽大学でディプロムを取得した。
フルート協会主催フルートデビューリサイタルに出演した。
2019年、世界三大ミスコンテスト「ミスワールドジャパン2019」で、ファイナリストTOP6に選出されタレント部門1位、マルチメディア部門2位を受賞した。
2021年、キングインターナショナルぶらあぼレコーズから、CDメジャーデビューした。

### 受賞歴
- 横浜国際音楽コンクール 2位（最高位）[3]
- 大阪国際音楽コンクール エスポアール賞受賞
- ウィーン・ディヒラー国際コンクール 第3位
- ソニー・ミュージックエンタテイメント主催 CLASICAL STARSオーディション 優秀賞受賞
- 関東商工会議所連盟 ベスト・アクション賞

## 人物
フルート奏者としてジャンルレスなレパートリーでステージを行う他、 映画、アニメ、ゲーム音楽等のスタジオミュージシャンも行っている。
広告モデル活動をはじめ、企業CMのナレーションや国際音楽祭の司会進行、皇室参加の演奏会のナレーションも担当している。
東京シンフォニエッタと武満徹《系図》で語り手として共演し、NHK-FMで全国放送されている。
海上自衛隊護衛艦あさゆき一日艦長、習志野警察署一日署長や、習志野ソーセージアンバサダーに就任した。2024年、関東商工会議所連盟 『ベスト・アクション賞』を受賞した。
フルート奏者として活動を行う一方、子供のためのボランディア団体「みんなのパーク」設立や、習志野商工会議所メロディー基金(音楽文化振興基金)サポート倶楽部への売上一部寄付など、社会貢献活動にも力を注いでいる。

## メディア

### ラジオ
- コンテンポラリー・クラシック・ステーションOTTAVA　OTTAVA Andante（OTTAVA、2020年3月 - ） - 月曜日プレゼンター

## ディスコグラフィ
- Olivia（2021年）[2]